# Хинтерцартен
Хинтерцартен (нем. Hinterzarten, алем. нем. Hinderzarte) — коммуна в Германии, в земле Баден-Вюртемберг.
Подчиняется административному округу Фрайбург. Входит в состав района Брайсгау — Верхний Шварцвальд. Население составляет 2627 человек (на 31 декабря 2010 года). Занимает площадь 33,37 км².
В коммуне находится комплекс трамплинов, место проведения этапов Кубка мира по прыжкам на лыжах с трамплина.

## Фотографии
- Церковь
- Церковь